# Akermolen
De Akermolen is een molenstomp in de Middelveldsche Akerpolder in Amsterdam-Osdorp die een overblijfsel is van een poldermolen. De molen is gelegen aan de Ringvaart van de Haarlemmermeerpolder.

## Molen
Oorspronkelijk was de Middelveldsche Akerpolder een veenweidegebied tussen de Osdorperweg en het Haarlemmermeer. Deze werd bemalen met een poldermolen nabij het Lutkemeer. Na de droogmaking van de meren werd het veengebied tussen 1876 en 1896 uitgeveend. De bemaling geschiedde met de in 1874 gebouwde Akermolen, die met een vlucht van 28 meter behoorde tot de grootste Hollandse poldermolens. Ter herinnering van de bouw en ombouw (van scheprad naar vijzel) zijn twee stenen plaquettes in de gevel zichtbaar. Overigens kon de molen ook omgekeerd werken; ze kon in tijden van nood de polder onder water zetten; ze maakte deel uit van de Stelling van Amsterdam.
Nadat achter de molen in 1920 een elektrisch gemaal was gebouwd, werd de kap van de molen in 1921 verwijderd en bleef een molenstomp langs de Ringvaart staan. Bij de bouw van de nieuwbouwwijk De Aker in de jaren negentig dreigde sloop van de inmiddels verwaarloosde molen. Na actie tot behoud is de molen inmiddels gemeentelijk monument en is vanaf 2008 door Stadsherstel Amsterdam gerestaureerd in de staat van de jaren twintig. Vanaf 1 september 2010 is er een theehuis annex informatiecentrum over de Stelling van Amsterdam gevestigd.
Het Sisyfusgemaal staat direct ten noorden van de molen.